# Ivan Asen Cove

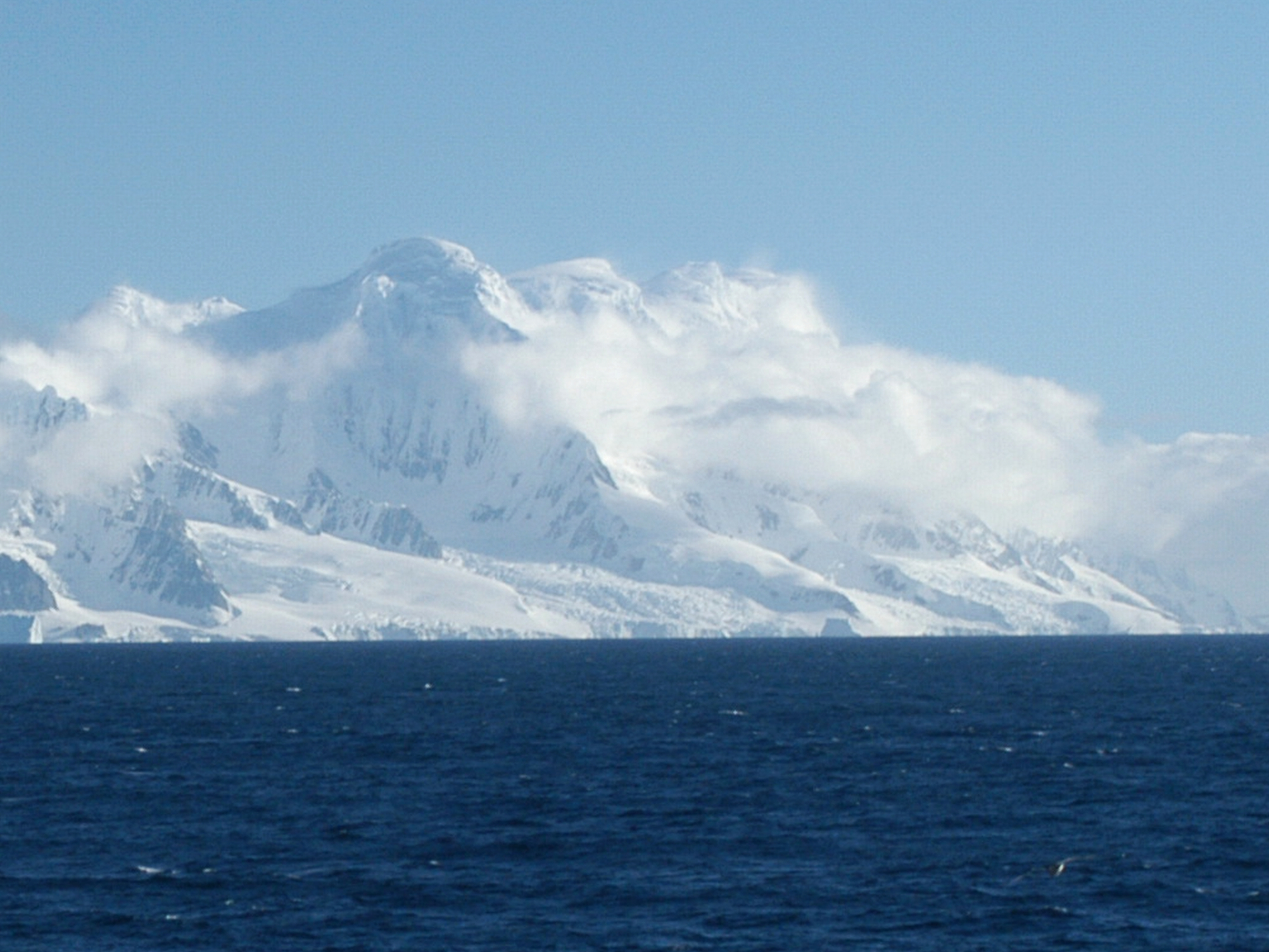
Ivan Asen Point e l'adiacente Ivan Asen Cove sormontate dal Monte Foster, viste dallo Stretto Osmar.

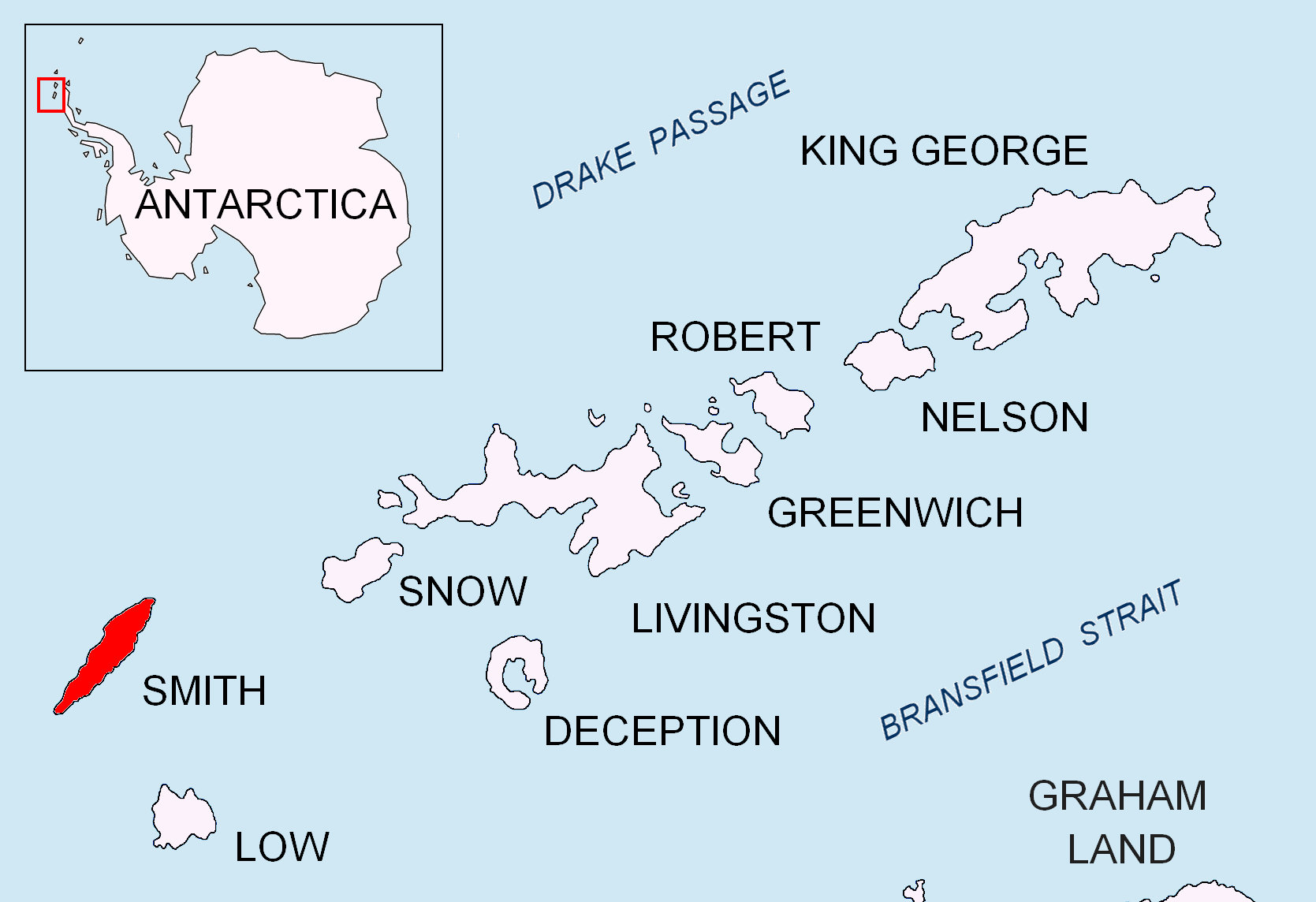
Localizzazione dell'Isola Smith, nelle Isole Shetland Meridionali.

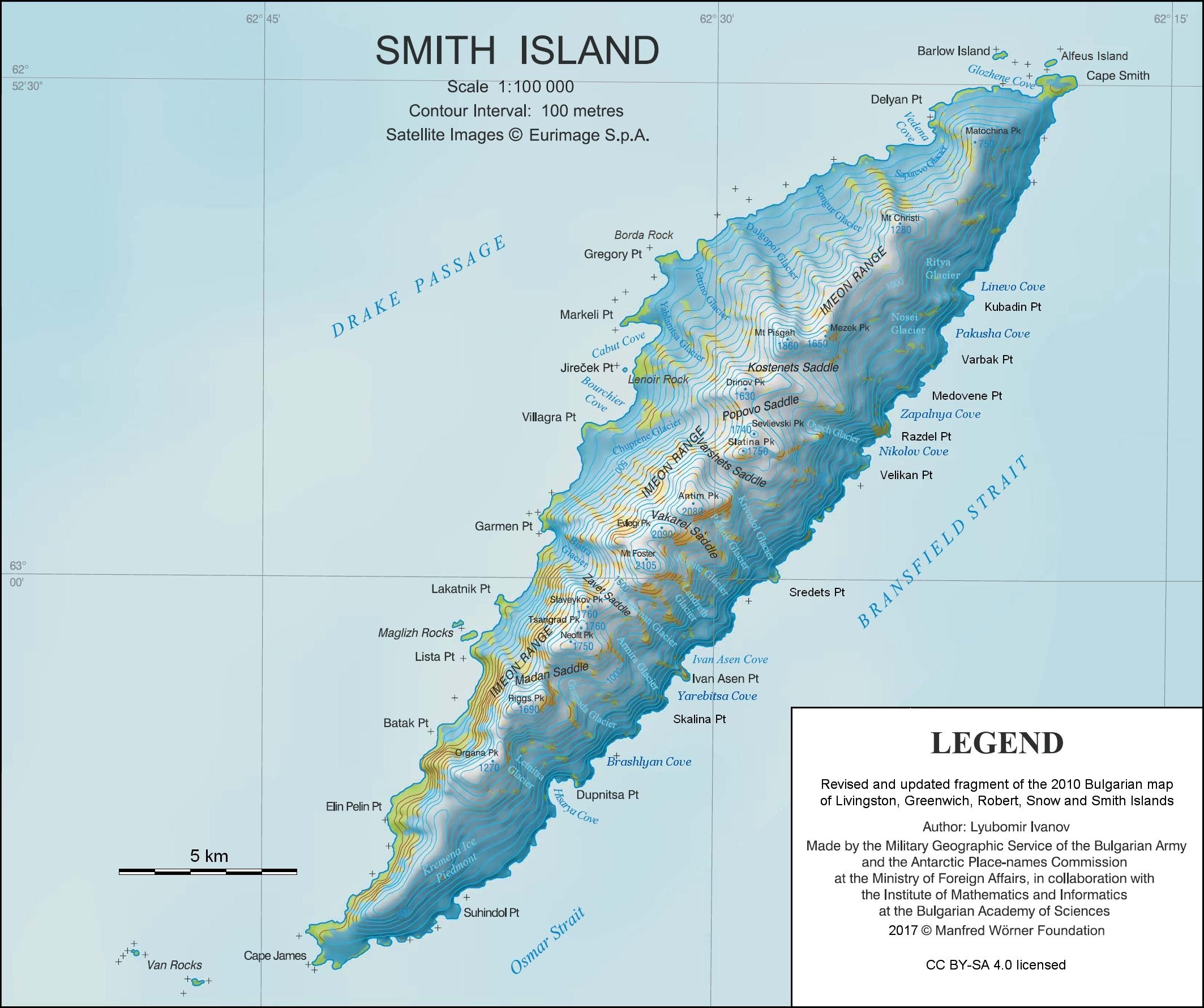
Mappa topografica dell'Isola Smith. Ivan Asen Cove si trova nella parte centrale dell'immagine, sulla costa orientale dell'isola.

Ivan Asen Cove (in lingua bulgara: залив Иван Асен, Zaliv Ivan Asen) è una baia o insenatura antartica che si affaccia sullo Stretto Osmar, nella costa sudorientale dell'Isola Smith, nelle Isole Shetland Meridionali, in Antartide.

## Caratteristiche
L'insenatura ha un'ampiezza di 1,16 km e indenta per circa 800 m la costa sudorientale dell'Isola Smith in corrispondenza dello Stretto Osmar. Il suo lato sudoccidentale è delimitato dalla Ivan Asen Point; nelle acque della baia si riversa in mare il Ghiacciaio Dragoman.

## Localizzazione
Ivan Asen Cove è localizzata alle coordinate 63°01′20″S 62°31′20″W; è situata 13 km a nordest di Capo James, e 20,5 km a sudovest di Capo Smith, 3,8 km a sud-sudest della cima più alta dell'isola, il Monte Foster (2105 m) e 3,45 km a sudest dello Slaveykov Peak.
Mappatura bulgara nel 2009 e 2010.

## Denominazione
La denominazione è stata assegnata dalla Commissione bulgara per i toponimi antartici, come per l'adiacente Ivan Asen Point, in onore dello zar Ivan Asen II di Bulgaria, 1218-1241.

## Mappe
- Chart of South Shetland including Coronation Island, &c. from the exploration of the sloop Dove in the years 1821 and 1822 by George Powell Commander of the same. Scale ca. 1:200000. London: Laurie, 1822.
- L.L. Ivanov. Antarctica: Livingston Island and Greenwich, Robert, Snow and Smith Islands. Scale 1:120000 topographic map. Troyan: Manfred Wörner Foundation, 2010. ISBN 978-954-92032-9-5 (First edition 2009. ISBN 978-954-92032-6-4)
- South Shetland Islands: Smith and Low Islands. Scale 1:150000 topographic map No. 13677. British Antarctic Survey, 2009.
- Antarctic Digital Database (ADD). Scale 1:250000 topographic map of Antarctica. Scientific Committee on Antarctic Research (SCAR). Since 1993, regularly upgraded and updated.
- L.L. Ivanov. Antarctica: Livingston Island and Smith Island. Scale 1:100000 topographic map. Manfred Wörner Foundation, 2017. ISBN 978-619-90008-3-0